# Karim Ansarifard
Karim Ansarifard (en persa: کریم انصاری‌فرد; Ardabil, 3 d'abril de 1990) és un jugador de futbol professional iranià, que actualment juga de davanter a l'Olympiakos FC i a la selecció iraniana. El seu estil de joc i les seves habilitats han fet que se'l compari amb Ali Daei (l'entrenador que el va descobrir) i a ser catalogat com el seu successor.
La revista World Soccer va seleccionar Ansarifard com un dels millors joves talents del món, juntament amb Javier Hernández i Jack Wilshere. El gener de 2012, el portal FIFA.com el va seleccionar com un dels jugadors a veure l'any 2012. Goal.com també el va escollir com un dels 100 millors jugadors joves del món. També el 2012, la FIFA el va situar com el 48è millor jugador del món i el segon millor de l'Àsia.

## Palmarès

### Club
Tractor Sazi
- Copa Hazfi (1): 2013-14

Olympiacos
- Superlliga grega (1): 2016–17

### Individual
- Millor golejador de la lliga iraniana (2): 2011–12 (21 gols), 2013–14 (14 gols)
- Millor equipo de la lliga iraniana (2): 2011–12, 2013–14
- Gol de la temporada de la Superlliga grega (1): 2015–16